# 190 aC
El 190 aC va ser un any del calendari romà prejulià. Durant la República i l'Imperi Romà, era conegut com a any del consolat d'Escipió Asiàtic i Leli (o també any 564 ab urbe condita o de la fundació de la ciutat). L'ús del nom «190 aC» per referir-se a aquest any es remunta a l'alta edat mitjana, quan el sistema Anno Domini va ser el mètode de numeració dels anys més comú a Europa.

## Esdeveniments

### Imperi Selèucida
- Una flota provinent de l'illa de Rodes, comandada per Pamfílides i Eudam, s'enfronten a la flota d'Antíoc III, rei selèucida que dirigia Hanníbal Barca en la batalla de l'Eurimedont. Els rodis vencen en la lluita, però les discussions entre els dos almiralls de Rodes impedeixen una victòria definitiva.[2]
- Al mateix any també es lliura la batalla del Mionès, on el pretor Luci Emili Regil dirigeix la flota romana contra la del Imperi Selèucida que comanda Eudam. La victòria romana facilita el domini de la mar Egea.[3]
- Batalla de Magnèsia. Té lloc prop de Magnèsia, a les planures de Lídia, entre l'Exèrcit romà, dirigit pel cònsol Luci Corneli Escipió Asiàtic i el seu germà, el general Escipió l'Africà, amb el seu aliat Èumenes II de Pèrgam, contra l'exèrcit d'Antíoc III que lluitava recolzat pels gàlates. La decisiva victòria romana acaba la guerra pel control de Grècia.[4]

### Antiga Roma
- Aquest any són elegits cònsols Luci Corneli Escipió Asiàtic i Gai Leli.[5]
- Gai Leli obté la Gàl·lia com la seva província, i organitza el territori de la Gàl·lia Cisalpina que s'havia acabat de conquerir. Es repoblen les ciutats de Placència i Cremona.[6]
- Escipió no tenia la confiança del Senat, que dubtava de donar-li el comandament de Grècia, però el seu germà Publi Corneli Escipió s'ofereix per ser el seu legat. El Senat ho admet i l'envia a Grècia.[7]

## Naixements
- Hiparc de Nicea, astrònom, geògraf i matemàtic grec.[8]

## Necrològiques
- Apol·loni de Perge, geòmetra i astrònom grec (data aproximada).[9]